# Johanne Fournier
Johanne Fournier est une réalisatrice, monteuse, écrivaine et scénariste québécoise née en 1954 à Matane. 

## Biographie
Après des études à l'École Nationale de Théâtre du Canada au début des années 1970, Johanne Fournier travaille comme comédienne a sein de la troupe Tiers-Théâtre ,.
De 1980 à 1997, elle participe en tant que réalisatrice, scénariste et monteuse au collectif Vidéo Femmes à Québec. Elle collabore alors à la création d'une trentaine d'œuvres vidéos documentaire, d'essai ou de fiction,, parmi lesquelles Tous les jours, tous les jours, tous les jours, qu’elle co-réalise en 1982 avec Nicole Giguère, ou encore Montagnaises de parole, qui fut reconnue en 1993 par l'Unesco comme une activité de la Décennie mondiale pour le développement culturel. Cette dernière création vidéo, Montagnaises de parole, accompagnait une publication du même titre qui regroupait des entrevues réalisées auprès de 350 femmes de neuf communautés innues du Québec.
En 1988, lors de la dernière année du Festival des filles des vues de Québec, elle était membre du comité de coordination et de programmation. En 1987, le Festival de Films de Femmes de Créteil avait rendu hommage à ce plus vieux festival de films de femmes au monde fondé en 1977. 
Johanne Fournier se réinstalle à Matane en 1997,. Elle évoque ce retour aux sources dans Larguer les amarres, qu'elle coréalise avec sa fille, Catherine Vidal,, puis réalise dans cette foulée une « Trilogie du fleuve » (Poissons (collage) ; Cabines ; Le temps que prennent les bateaux) présentée à la Cinémathèque québécoise en 2017. Cette même année, elle publie aux éditions Leméac un récit autobiographique, Tout doit partir, dans lequel elle aborde la mort de son père, dans une forme oscillant « entre le journal intime et le carnet de création ».

## Filmographie
- 1981 : La violence ordinaire, vidéo 3/4", 30 minutes. production Centre Vidéo populaire de la Rive-Sud[17].
- 1982 : Tous les jours... tous les jours... tous les jours..., vidéo ¾, 57 minutes 30 secondes. Produit par Vidéo Femmes[18],[19],[20].
- 1983 : Poing final, 45 minutes, coréalisation avec Nicole Giguère.
- 1984 : C'est une bonne journée, vidéo 3/4", 10 minutes, coréalisation avec Françoise Dugré.
- 1986 : Sourire d'une parfumeuse, vidéo 3/4", 30 minutes, coréalisation avec Françoise Dugré. Collection du Musée des beaux-arts du Canada (1988)[21],[22].
- 1991 : La Soif de l'oubli, vidéo Betacam, 47 minutes, documentaire. Coscénarisation, coréalisation, comontage avec Lise Bonenfant. Produit par Vidéo Femmes[23].
- 1992 : Eukuan Ume Ninan Etentamat - Montagnaises de parole, vidéo Betacam, 55 minutes, documentaire. Conception, réalisation, montage. Produit par Vidéo Femmes et le Conseil Atikamekw et des Montagnais[5],[24].
- 1993 : L'Art de l'allaitement, 3 vidéos Betacam, entre 16 et 20 minutes chacun, documentaire-fiction. Réalisation, montage, direction de production. Produit par La Ligue La Leche[5],[25].
- 1995 : Ka Nakatakantau - Ceux qui restent..., vidéo Betacam, 53 minutes, documentaire. Conception, réalisation, montage. Produit par Vidéo Femmes[5],[26].
- 1999 : Larguer les amarres, coréalisé avec Catherine Vidal, produit par l'ONF[11],[12],[13],[27].
- 2004 : Poissons (collage), vidéo numérique, 54 minutes, documentaire. Scénarisation, réalisation, images et montage[28],[29].
- 2007 : Cabines, vidéo numérique, 52 minutes, documentaire. Scénarisation, réalisation, tournage et montage[11],[30].
- 2011 : Le temps que prennent les bateaux, vidéo numérique, 55 minutes, documentaire. Scénarisation, réalisation, tournage et montage[31],.

## Livres
- 2017 : Tout doit partir, Leméac éditeur[32].
- 2021 : L'état de nos routes, Leméac éditeur

## Prix et distinctions
- 1992 : Prix d’excellence de l’Association pour la santé publique du Québec pour le film La Soif de l'oubli, réalisé avec Lise Bonenfant[33].
- 2007 : Prix à la création artistique pour la région du Bas-Saint-Laurent du Conseil des arts et des lettres du Québec[4].
- 2017 : Prix littéraire Jovette-Bernier pour Tout doit partir[34],[35].